# Núria Mirabet Cucala
Núria Mirabet Cucala (Barcelona, setembre de 1954) és una filòloga i traductora catalana.
Ha obtingut el Premi Vidal Alcover de traducció (2003) pel llibre De la meva vida. Poesia i veritat, de J. W. Goethe, obra mai abans traduïda al català. Aquesta mateixa traducció també li va valer per ser guardonada amb el Premi Ciutat de Barcelona de traducció en llengua catalana (2011).

## Principals obres traduïdes[4][5]
Algunes de les seves principals traduccions del francès, l'italià, l'alemany i el txec són:
- El desig agafat per la cua i Les quatre nenes, de Pablo Picasso.
- Joc de bastons, de Waltraud Anna Mitgutsch.
- L'home dels meus somnis, de Doris Dörrie.
- L'abril trencat, de Ismail Kadaré.
- Tres cants fúnebres per Kosovo, de Ismail Kadaré.
- Novembre d'una capital, de Ismail Kadaré.
- Spiritus, de Ismail Kadaré.
- El falcó afganès, viatge al país dels talibans, de Oliver Weber
- La història del senyor Sommer, Patrick Süskind.
- Les dones sàvies, Molière.
- De la meva vida. Poesia i veritat, de Johan Wolfgang von Goethe.
- I si fos veritat, de Marc Lévy.
- El nou París, de Johan Wolfgang von Goethe.
- La mosca, de Luigi Pirandello.
- La guerra de les salamandres, de Karel Capek.
- Manifest del partit comunista, Karl Marx.
- L'Anna i el Pep/ Anita y Pepe, Lucie Lomová.